# Marco Colle
Marco Colle (Spilimbergo, 18 marzo 1976) è un allenatore di calcio ed ex calciatore italiano, di ruolo difensore.

## Carriera

### Calciatore
Come calciatore conta 80 presenze e un gol in Serie B con la maglia del Cosenza.

### Allenatore
Dal 2009 è allenatore.